# Lamis al-Alami
Lamis al-Alami (en árabe: لميس العلمي‎)  (Jerusalén, 1943) es una educadora y política palestina. Fue Ministra de Educación y Educación Superior en los gobiernos de la Autoridad Palestina de junio a julio de 2007 y en mayo de 2009, y comisionada de la Comisión Electoral Central de Palestina.

## Trayectoria
Al-Alami nació en Jerusalén. Estudió en el Schmidt's Girls College de la ciudad. Se licenció en inglés en la Universidad Americana de Beirut en 1964 y obtuvo un máster en literatura inglesa en 1967 y otro en lingüística en la Universidad de Edimburgo en 1974.
Enseñó en la escuela de mujeres de Agencia de Naciones Unidas para los Refugiados de Palestina en Oriente Próximo (UNRWA) en Ramallah desde 1975, se convirtió en su subdirectora en 1983 y fue directora en 1994, año en el que también pasó a ser responsable de la educación en las 100 escuelas y tres facultades de la UNRWA. Lo abandonó en 2004. Posteriormente fue Directora General de la Comisión Independiente de Derechos Humanos.
Es directora de la Coalition for Accountability and Integrity (Coalición por la Responsabilidad y la Integridad).